# Peter A. Petersen
Peter A. Petersen (født 27. januar 1935 i Rejsby, død 9. juli 2024) var en dansk landmand og politiker, der fra 1990 til 2001 var borgmester i Skærbæk Kommune, valgt for Venstre.
Efter at have drevet kvæglandbrug i en årrække, gik Peter A. Petersen i 1978 ind i lokalpolitik som byrådsmedlem i Skærbæk. Her blev han efter en del år formand for teknisk udvalg. Efter at han i 1990 fandt kommunens borgmester Hans Bonde Møller død på sit kontor, overtog han efter nogle måneder selv borgmesterposten.
I hans tid som borgmester var han en af initiativtagerne til Skærbækcentret, der i dag består af sportshaller, bowlinghal, svømmehal, kunstgræsbaner m.v. Han forlod borgmesterposten og byrådsarbejdet ved udgangen af 2001.
Han døde på Plejecenter Mosbølparken i Skærbæk. 